# Gehlota
Celaenorrhinus là một chi bướm ngày thuộc họ Bướm nâu.

## Hình ảnh

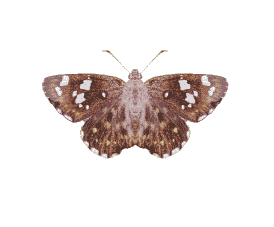
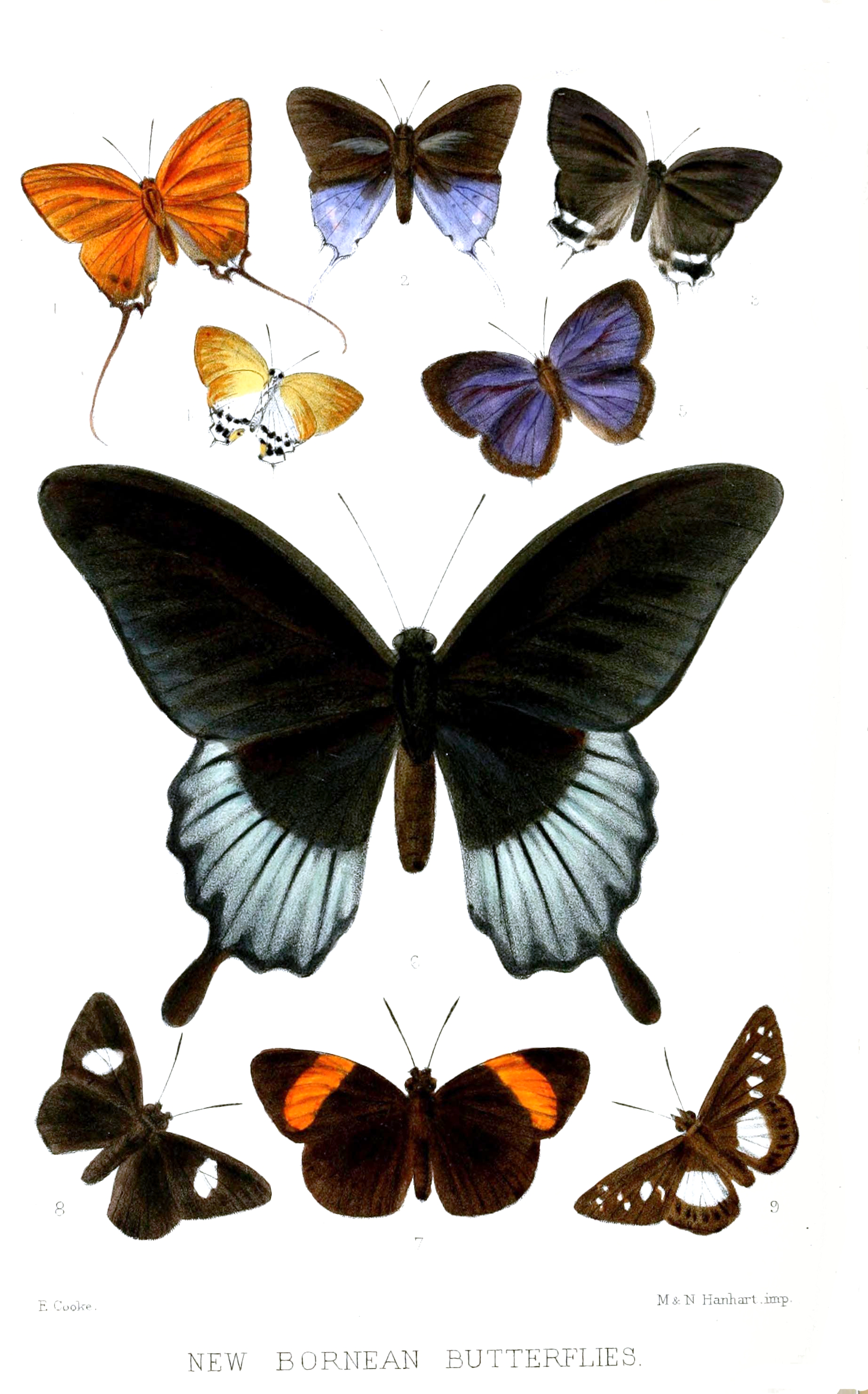
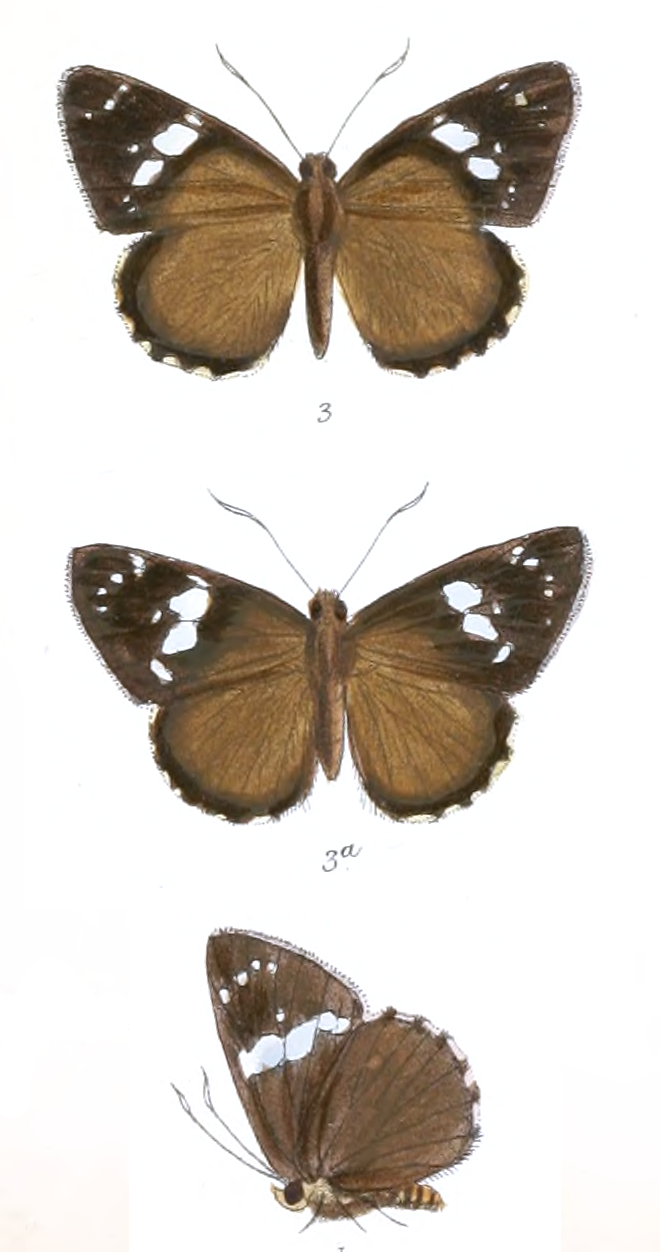
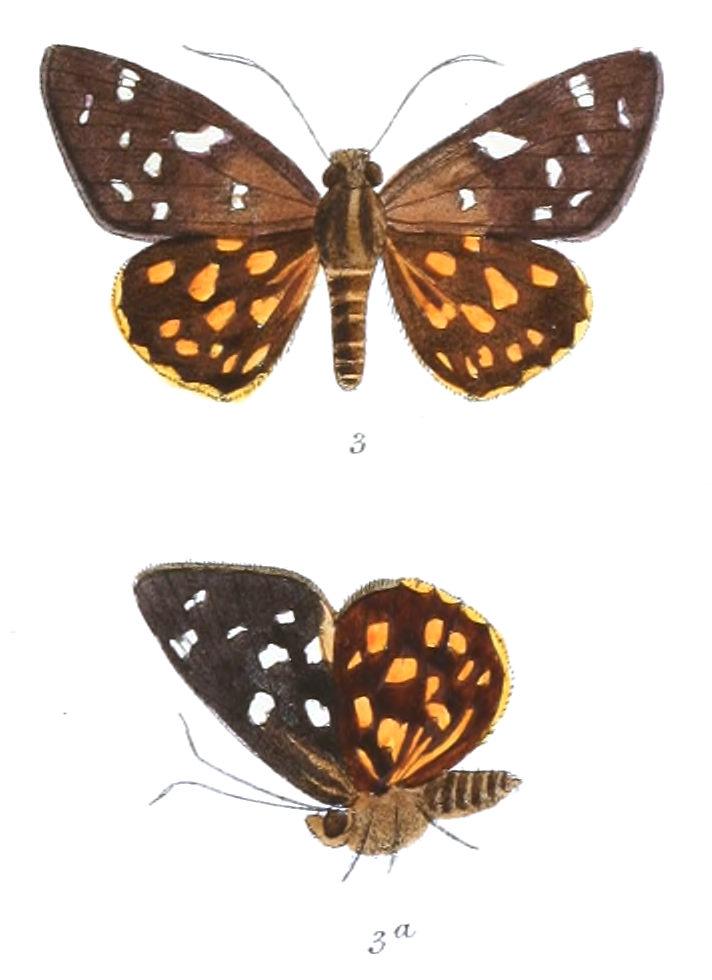